# Greigia ocellata
Espèce
Classification phylogénétique
Greigia ocellata est une espèce de plante de la famille des Bromeliaceae, endémique du Venezuela.

## Distribution
L'espèce est endémique de l'État de Táchira au Venezuela.